# Gopichand Hinduja
Gopichand Parmanand Hinduja (né le 29 janvier 1940) est un homme d'affaires milliardaire indien et britannique qui contrôle le conglomérat indien Hinduja. Pendant de nombreuses années, il a été coprésident avec son frère Srichand « S. P. » Hinduja, décédé en mai 2023. Lui et son frère ont souvent été cités parmi les personnes les plus riches du Royaume-Uni et d'Asie, et dans le classement Sunday Times Rich List 2024 des personnes les plus riches du Royaume-Uni, il a été placé en première position avec une fortune familiale estimée à 37 milliards de livres sterling.